# Års Herred
Års Herred var et herred i Aalborg Amt, 1970-2007 Nordjyllands Amt, nu Region Nordjylland.
Herredet er kendt i 1345 og er dannet af dele af Hornum og Slet Herreder. Fra 1660 hørte det til Aalborghus Amt. 
I Års Herred ligger følgende sogne:
- Blære Sogn – Aars Kommune
- Brorstrup Sogn – Nørager Kommune
- Ejdrup Sogn – Nibe Kommune
- Flejsborg Sogn – Farsø Kommune
- Giver Sogn – Aars Kommune
- Havbro Sogn – Aars Kommune
- Haverslev Sogn – Nørager Kommune
- Hyllebjerg Sogn – Farsø Kommune
- Overlade Sogn – Løgstør Kommune
- Ravnkilde Sogn – Nørager Kommune
- Skivum Sogn – Aars Kommune
- Ulstrup Sogn – Aars Kommune
- Vester Hornum Sogn – Farsø Kommune
- Aars Sogn – Aars Kommune